# 기구설계
기구설계란 제품디자인을 실물로 제작 할 수 있도록 정밀한 치수 관리가 된 2D, 3D CAD로 구체화하는 것으로 각각의 부품이 디자인을 만족시키면서 기능성, 내구성, 작동성, 제작성, 조립성, 생산성, 제작원가 등을 세밀하게 고려하여 각 부품별, 부분조립부별, 전체조립부 별로 설계하는 것으로 사출, 다이캐스팅, 프레스, 기계가공, 표면처리, 기타방법 등으로 공장에서 제품을 생산할 수 있도록 하는 것이다. 기계기술 뿐만 아니라 재료, 피니싱 공법, 제어 및 소프트웨어, 생산에 이르기까지 다양하고도 전문적 지식이 요구되고 있다.?